# Jardin Atlantique
Der Jardin Atlantique ist eine öffentliche Grünfläche in Paris über den Gleisen des Bahnhofs Montparnasse (franz. Gare Montparnasse) im 15. Arrondissement. Sie umfasst eine Fläche von 3,5 Hektar.

## Geschichte

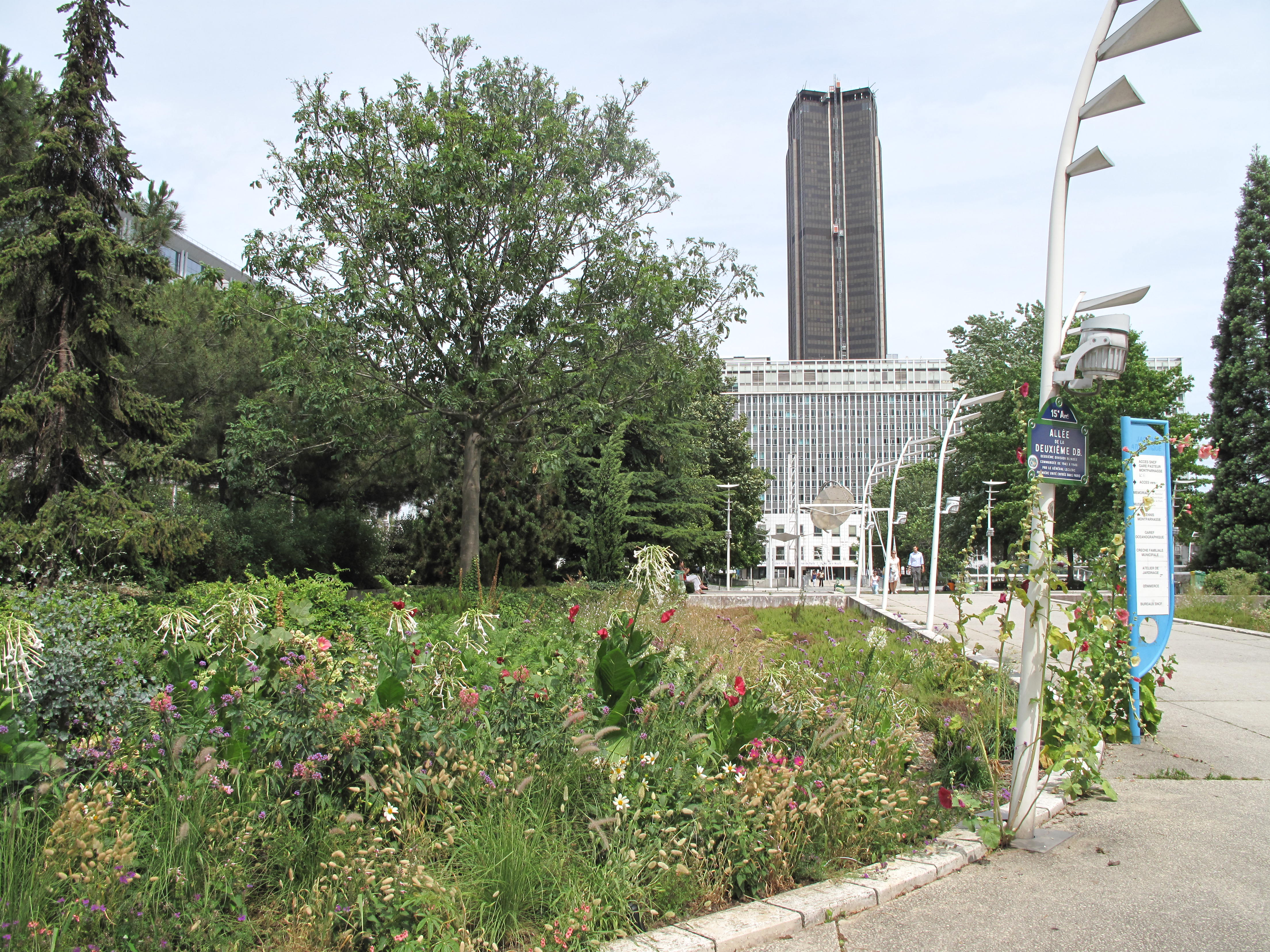
Jardin Atlantique

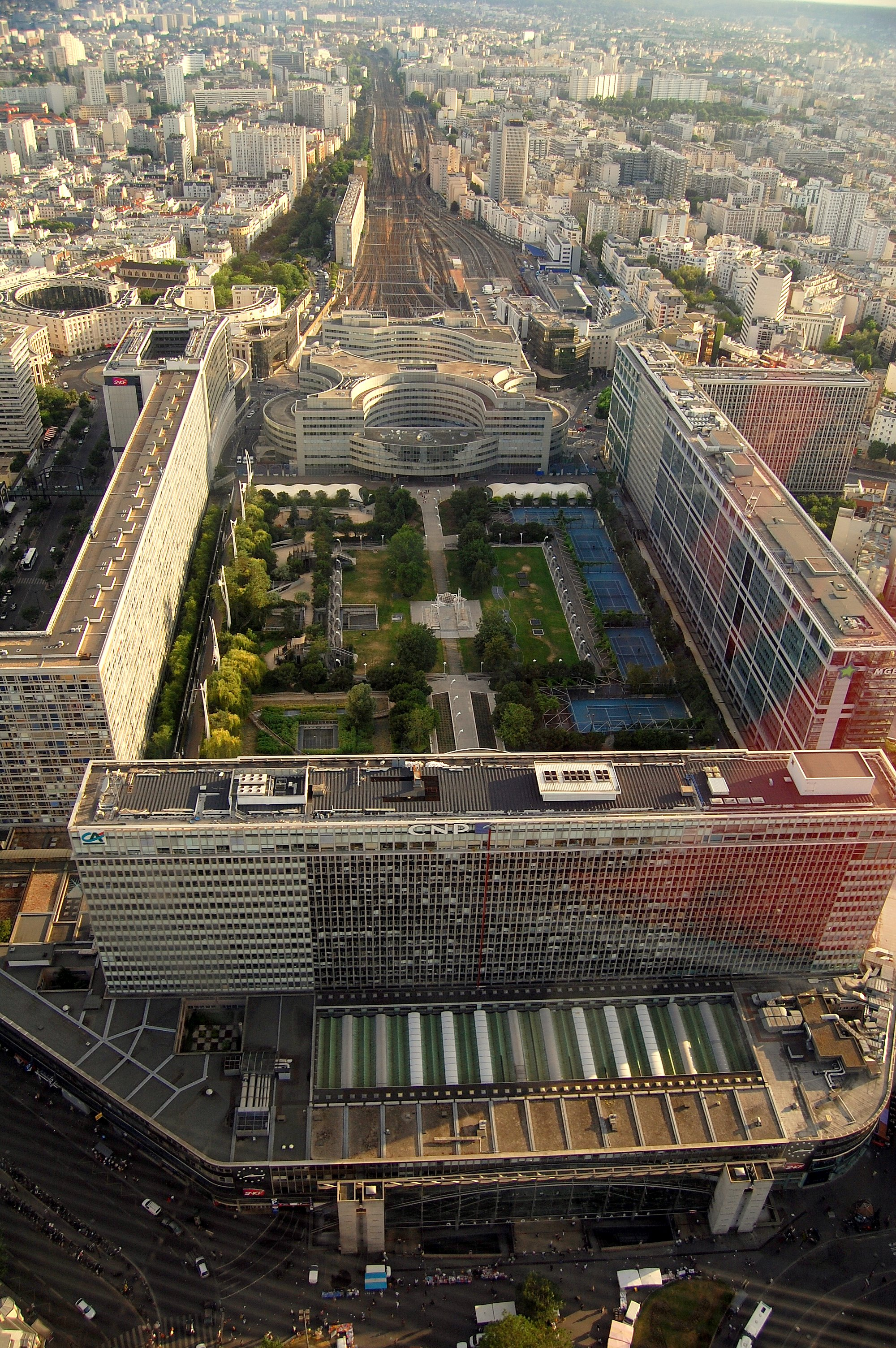
Blick von der Tour Montparnasse auf den Jardin Atlantique

Die Überplattung der Gleise und Bahnsteige des in den 1960er-Jahren neu errichteten Bahnhofs und die 1994 erfolgte Schaffung einer Grünoase inmitten hoch verdichteter Verbauung ist das Produkt Jahrzehnte dauernder Diskussionen. Schon 1932 war in einem Modernisierungsplan für die Pariser Bahnhöfe ein Neubau der Gare Montparnasse vorgesehen. Dabei sollte der Bahnhof leicht stadtauswärts verschoben und ein etwa drei Hektar großer Park für die grünarmen angrenzenden Stadtviertel geschaffen werden. 1957 gab die französische Staatsbahn SNCF eine Studie in Auftrag, um Bahnhofsneubau und Park durch eine U-förmige Büroumbauung zu finanzieren. Diese wurde in den 1960er Jahren realisiert, dazu kam der 1972 erbaute 210 m hohe, umstrittene Büroturm, die Tour Montparnasse. Der Ausbau des versprochenen Gartens ließ dagegen auf sich warten. Erst der Umbau des Bahnhofs für den TGV brachte den 1994 eröffneten Park, allerdings nicht mit drei Meter dicker Erdauflage, wie von den Pariser Stadtgärtnern gewünscht, sondern viel schwächer. Baumpflanzungen waren nur an wenigen Stellen möglich, dazu mussten 138 technisch bedingte Öffnungen mit 2500 m² Fläche akzeptiert werden, was zum Teil durch kulissenhaft verdeckende Schmuckelemente kaschiert wurde. Im Wesentlichen handelt es sich heute um eine große Wiesenfläche, durchzogen von einer Allee, die zum (derzeit außer Funktion befindlichen) „Brunnen der Hesperideninsel“ führt. Die Vegetation des Gartens orientiert sich an jener der Atlantikküsten Europas und Amerikas. Ein Kinderspielplatz, Tischtennistische und Tennisplätze stehen für Spiel und Sport zur Verfügung. Als Gartenarchitekten fungierten François Brun und Michel Péna.

## Galerie

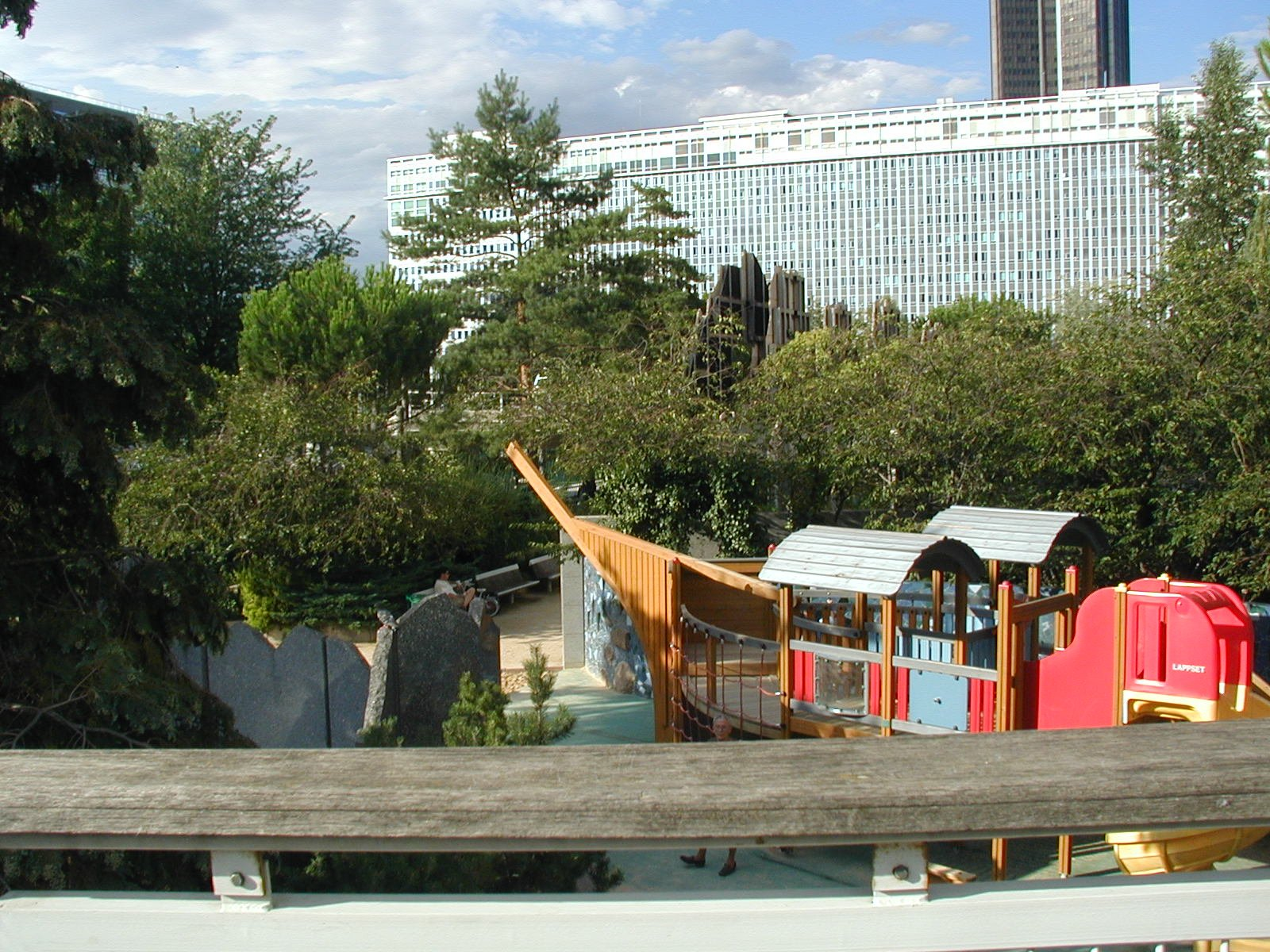
Spielplatz im Jardin Atlantique
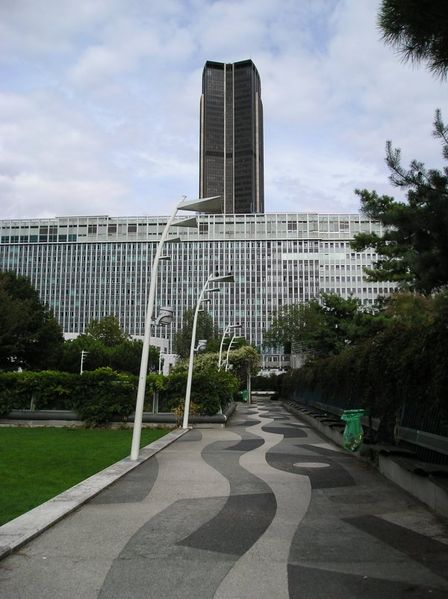
Jardin Atlantique mit Tour Montparnasse
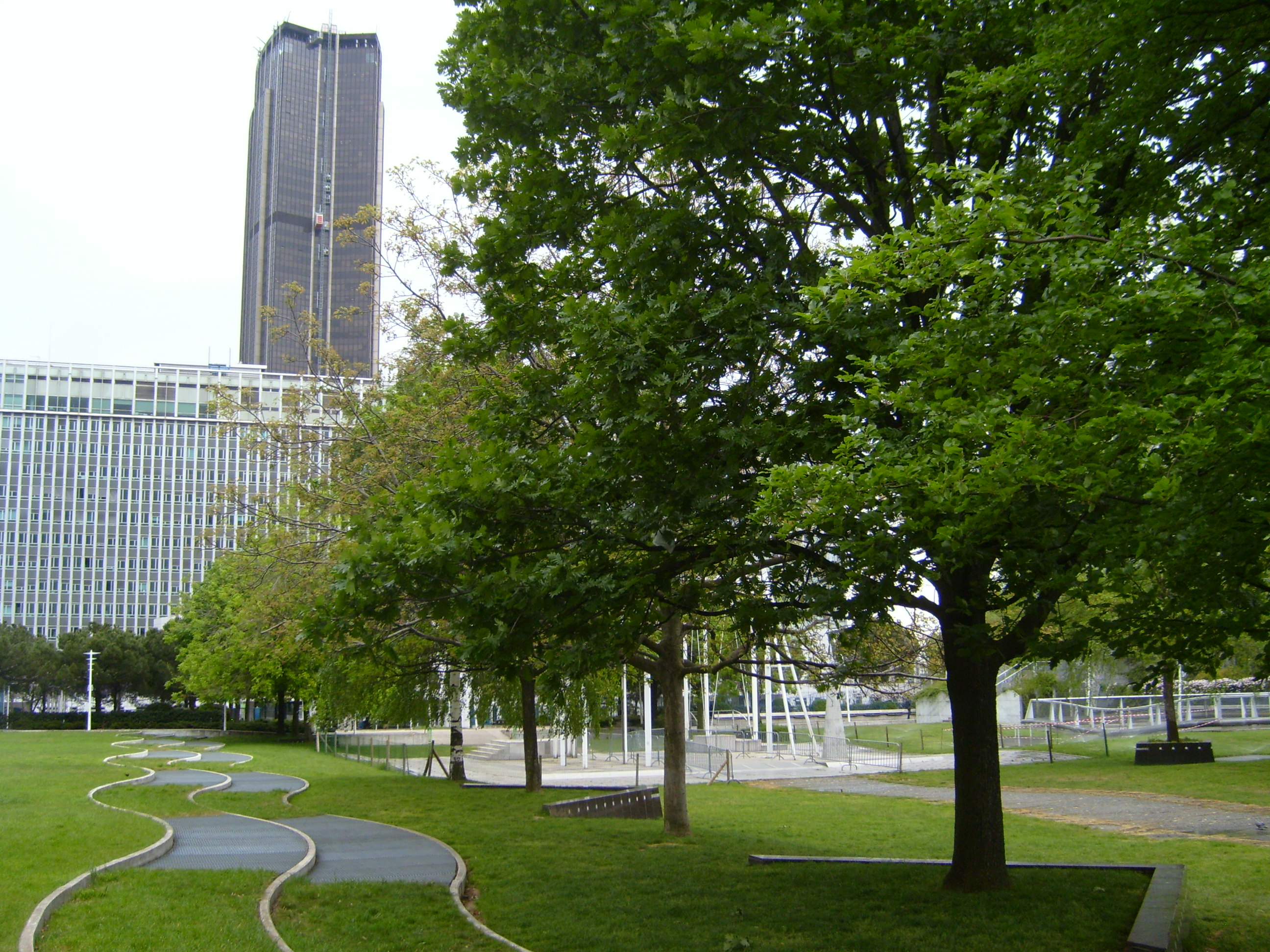
Detail einer wenig belastbaren Rasenfläche
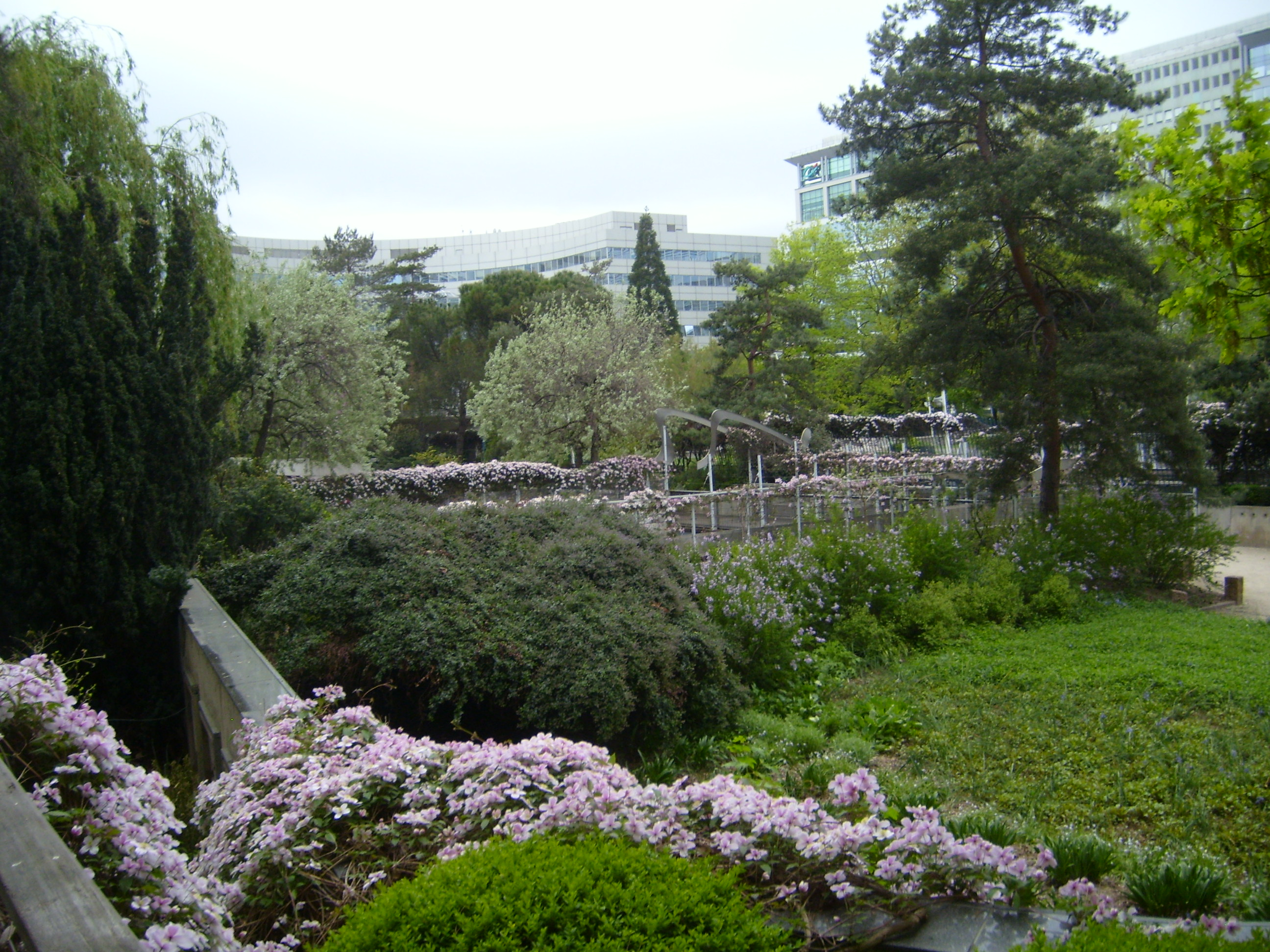
Malvenfarbener und blauer Garten
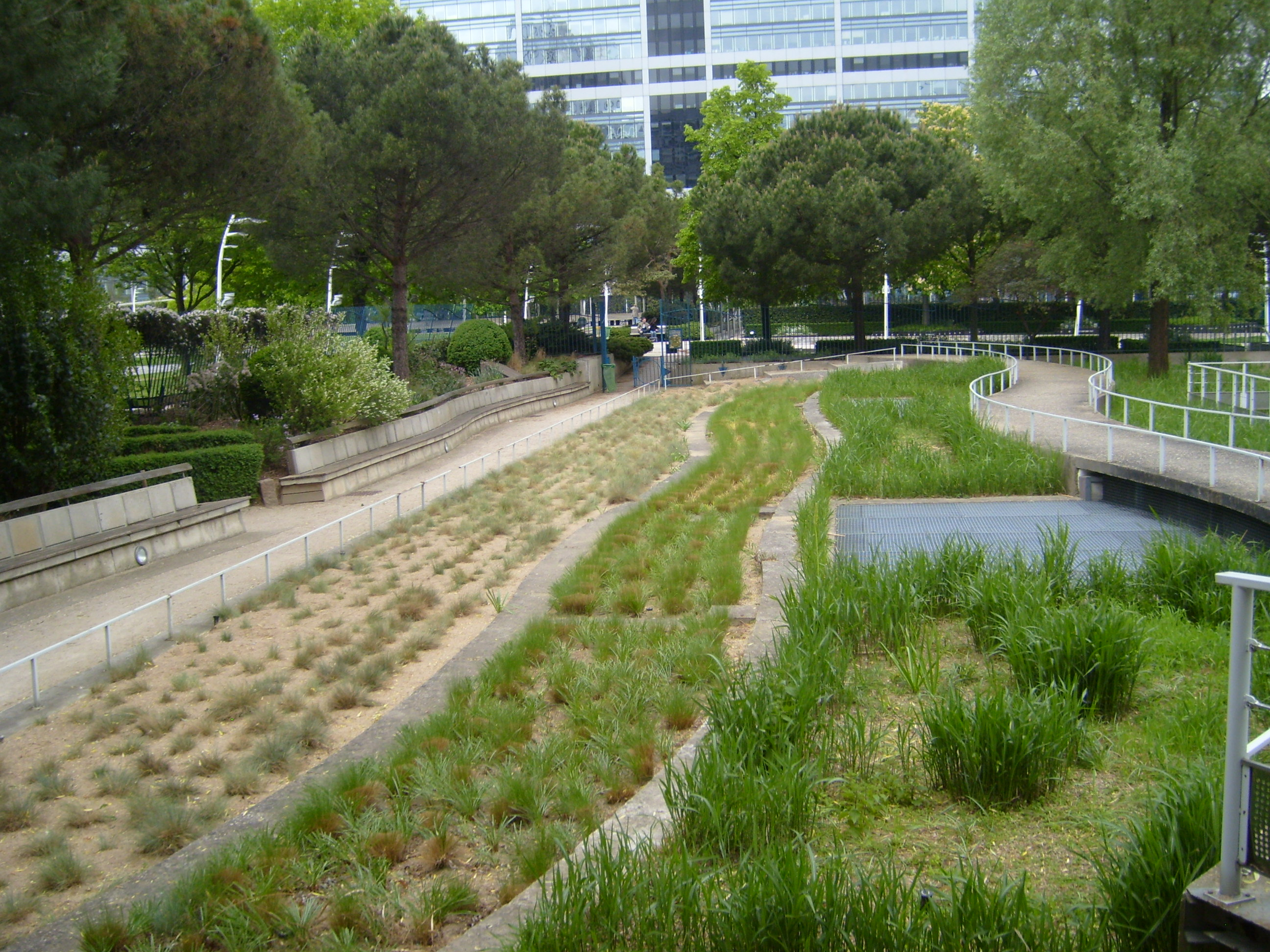
Der Gartenteil der Wellen schlagenden Gräser

Koordinaten: 48° 50′ 23,6″ N, 2° 19′ 8,4″ O